# Tele2 Arena
De Tele2 Arena (ook wel bekend als Stockholmsarenan) is een multifunctioneel stadion in de Zweedse hoofdstad Stockholm. Het stadion is onderdeel van het Globen City-gebied, gelegen in het zuiden van de stad. De Tele2 Arena wordt voornamelijk gebruikt voor concerten en voetbalwedstrijden. Het is de thuishaven van Hammarby IF (wat eerder in het Söderstadion speelde) en Djurgårdens IF.
Tijdens voetbalwedstrijden biedt het stadion ruimte voor 30.000 zittende toeschouwers, met staanplaatsen komt de capaciteit uit op 33.000 toeschouwers. Bij concerten is er ruimte voor 45.000 toeschouwers.

## Geschiedenis
De kosten voor het stadion waren geraamd op 2,7 miljard kronen, wat overeenkomt met 290 miljoen euro. De eigenaar van het stadion is de gemeente Stockholm via de dochteronderneming SGA Fastigheter AB.
Het stadion zou worden gebruikt tijdens de eerste wedstrijd van het wereldkampioenschap ijshockey mannen 2013, maar door vertragingen waren de bouwwerkzaamheden pas afgerond in juli 2013, twee maanden erna. Op 27 juni, een paar dagen voor de eerste wedstrijd in het stadion, werd een explosief gevonden buiten het stadion. Hierdoor ging een wedstrijd van Djurgårdens IF voor 3.000 toeschouwers niet door.
De eerste wedstrijd werd uiteindelijk gespeeld op 20 juli 2013. Hammarby IF speelde een wedstrijd tegen Örgryte IS voor 29.175 toeschouwers. Beide teams maakten geen doelpunten en de wedstrijd eindigde in gelijkspel.

## Concerten
Naast voetbalwedstrijden worden er ook concerten gegeven in het stadion. Gyllene Tider gaf op 27 juli 2013 het eerste concert voor een publiek van 23.082 toeschouwers. De Zweedse rockband Kent, Lars Winnerbäck en de zangeres Robyn gaven samen op 24 augustus 2013 een inauguratieconcert voor 39.714 toeschouwers.